# メディア・マルクト

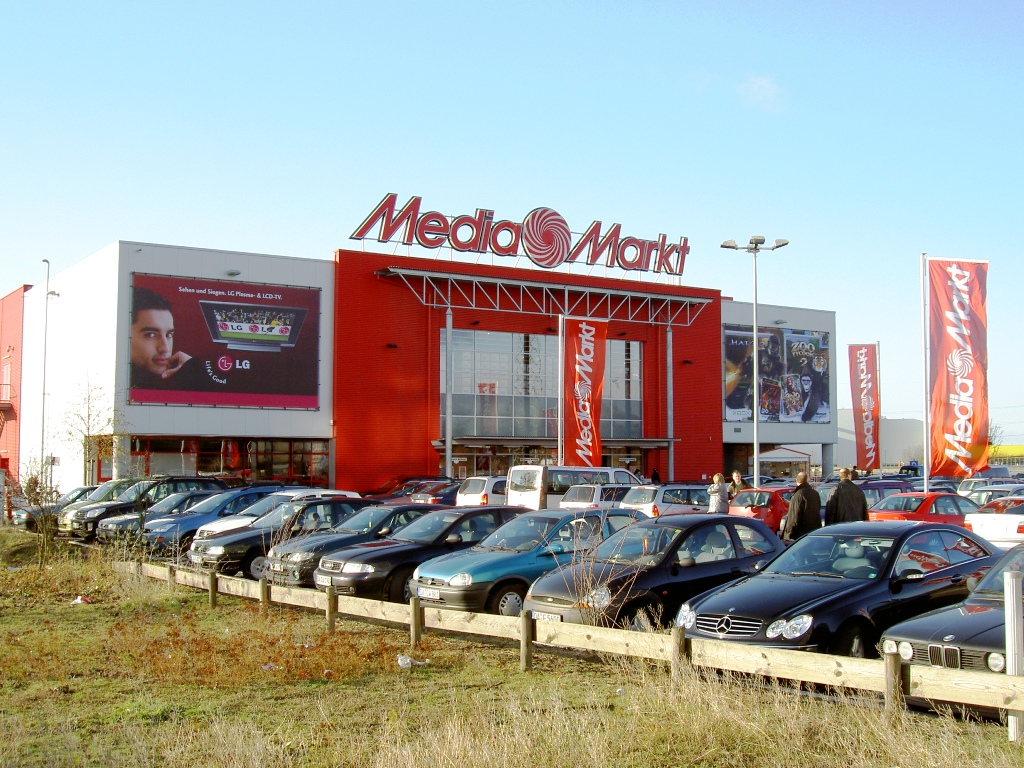

メディア・マルクト（Media Markt ）はドイツのバイエルン州インゴルシュタットに本社を置くメディア・サターン・ホールディングが欧州各国で運営する欧州最大の家電量販チェーン店。
1979年にドイツのバイエルン州ミュンヘンに1号店が開業した。現在この店舗を保有するメディア・サターン・ホールディングは、市場ではライバル関係にある家電量販店サターンの保有会社でもある。

## 概要
2006年現在、ベルギー、ドイツ、フランス、ハンガリー、イタリア、オランダ、オーストリア、ポーランド、ポルトガル、ロシア、スペイン、スウェーデン、スイス、トルコに合計400以上の店舗がある。（そのうち、ドイツには約220店舗、イタリアに約60店舗、スペインに約40店舗、ポーランドに約30店舗などとなっている）中華人民共和国市場には2010年から進出、2015年までに100店舗を進出する予定であったが、2013年4月に全店舗を閉鎖し完全撤退した。
主要取扱い品目はデジタル家電、音響機器、白物家電、健康器具、パソコン等である。